# P-Glied

P-Glied im Strukturbild

P-Glied als Symbol

Als P-Glied (oder Proportionalglied) bezeichnet man ein lineares zeitinvariantes Übertragungsglied in der Regelungstechnik, welches ein proportionales Übertragungsverhalten aufweist. Die zugehörige Funktionalbeziehung im Zeitbereich lautet
{\displaystyle y(t)=K\cdot u(t)},
so dass die komplexe Übertragungsfunktion im Bildbereich die Form
{\displaystyle G(s)=K}
hat. Hierbei bezeichnet {\displaystyle K} die Übertragungskonstante bzw. den Verstärkungsfaktor.

## Bodediagramm
Beim P-Glied ist {\displaystyle G(j\omega )=K}. Daher gilt für den Amplituden- und Phasengang im Bodediagramm:
{\displaystyle |G(j\omega )|=|K|}
{\displaystyle \varphi (\omega )=0} (für {\displaystyle K\geq 0} und {\displaystyle -\pi } für {\displaystyle K<0})
Die Betragskennlinie ist also eine Gerade im Abstand KdB von der 0-dB-Linie. Die Phasenkennlinie liegt bei konstant 0°.

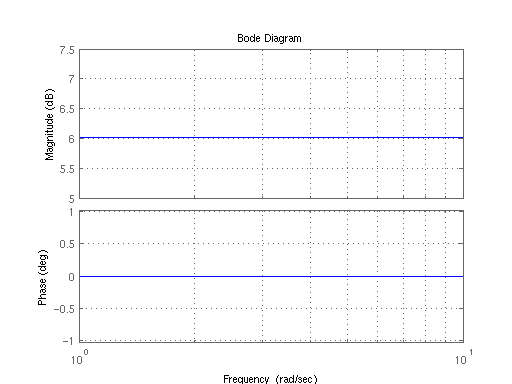
Bodediagramm eines P-Gliedes

## Sprungantwort
Die Sprungantwort des P-Gliedes beschreibt einen Einheitssprung mit der Sprunghöhe {\displaystyle K}.

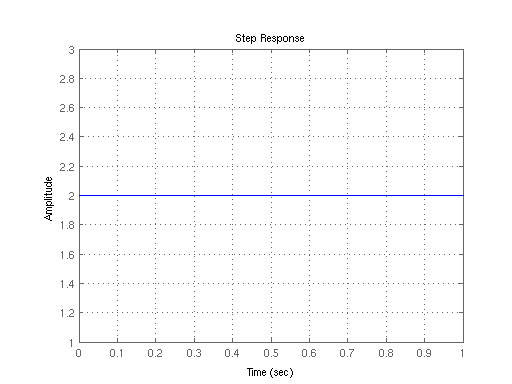
Sprungantwort eines P-Gliedes

## Ortskurve

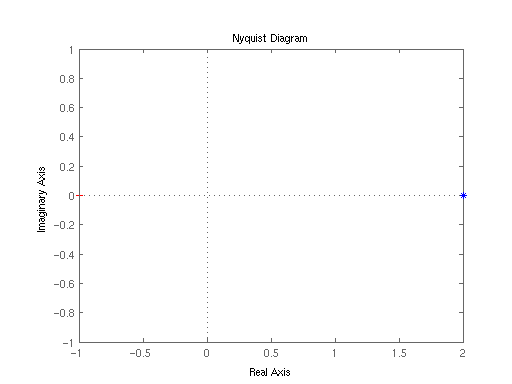
Ortskurve eines P-Gliedes

Die Ortskurve ({\displaystyle 0\leq \omega \leq \infty }) des P-Gliedes liegt für alle {\displaystyle \omega } auf der positiven reellen Achse im Punkt {\displaystyle K}.